# Lycée Condorcet (Sydney)
Le lycée Condorcet est un établissement scolaire à programme homologué par le ministère français de l'Éducation nationale situé à Sydney, en Australie. Il est conventionné avec l'Agence pour l'enseignement français à l'étranger.

## Histoire

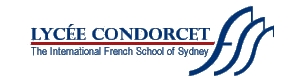
Ancien logo

Le lycée est construit à Bondi en 1960, il déménage en 1989.  
Contrairement aux écoles publiques situées en France, les établissements basés à l'étranger sont payants. Des bourses d'études peuvent être octroyées aux ressortissants français, sous certaines conditions de ressources.